# Келпіно (Поморське воєводство)
Келпіно (пол. Kiełpino, нім. Kelpin) — село в Польщі, у гміні Картузи Картузького повіту Поморського воєводства.
Населення — 3399 осіб (2011).

## Демографія
Демографічна структура станом на 31 березня 2011 року:
|          | Загалом | Допрацездатний вік | Працездатний вік | Постпрацездатний вік |
| -------- | ------- | ------------------ | ---------------- | -------------------- |
| Чоловіки | 1697    | 502                | 1092             | 103                  |
| Жінки    | 1702    | 477                | 1017             | 208                  |
| Разом    | 3399    | 979                | 2109             | 311                  |